# Trans-Nzoia County
Trans Nzoia County is een county en voormalig Keniaans district in de provincie Bonde la Ufa. Het district telt 575.662 inwoners (1999) en heeft een bevolkingsdichtheid van 231 inw/km². Ongeveer 4,6% van de bevolking leeft onder de armoedegrens en ongeveer 48,0% van de huishoudens heeft beschikking over elektriciteit.
Hoofdplaats is Kitale.